# Чемпіонат світу з трекових велоперегонів 1897
Чемпіонат світу з трекових велоперегонів 1897 пройшов з 30 липня по 2 серпня 1897 року в Глазго, Шотландія. Змагання проводилися у двох дисциплінах — спринті та гонці за лідером серед аматорів та професіоналів окремо.

## Медалісти

### Чоловіки
Професіонали
| Дисципліна       | Золото      | Срібло               | Бронза          |
| Спринт           | Віллі Аренд | Чарлі Барден         | Поль Носсам     |
| Гонка за лідером | Джек Стокс  | Артур Адальберт Чейз | Френк Армстронг |

Аматори
| Дисципліна       | Золото       | Срібло       | Бронза          |
| Спринт           | Едвін Шрадер | В. П. Фосетт | Гаррі Рейнольдс |
| Гонка за лідером | Едвард Гулд  | Еміль Узу    | Расмонд Тйорбі  |

## Загальний медальний залік
| Місце  | Країна           | Золото | Срібло | Бронза | Загалом |
| ------ | ---------------- | ------ | ------ | ------ | ------- |
| 1      | Велика Британія  | 2      | 3      | 1      | 6       |
| 2      | Данія            | 1      |        | 1      | 2       |
| 3      | Німецька імперія | 1      |        |        | 1       |
| 4      | Франція          |        | 1      | 1      | 2       |
| 5      | Ірландія         |        |        | 1      | 1       |
| Всього | Всього           | 4      | 4      | 4      | 12      |